# Salvador Moncada
Sir Salvador Enrique Moncada Seidner, FRS, FRCP, FMedSci (* 3. prosince 1944 Tegucigalpa) je hondurasko-britský farmakolog a profesor. V současné době je ředitelem výzkumné oblasti pro rakovinu na Manchesterské univerzitě.
V letech 1986 až 1995 byl ředitelem výzkumu Wellcome Research Laboratories a donedávna ředitelem Wolfsonova institutu UCL, který v roce 1996 založil na University College London. Mezi jeho výzkumné zájmy patří záněty a vaskulární biologie a v současné době pracuje na regulaci buněčné proliferace. Proslul svými objevy souvisejícími s funkcí a metabolismem oxidu dusnatého a svým vynecháním z udělení Laskerovy ceny v roce 1996 a Nobelovy ceny za lékařství z roku 1998.
Sir Salvador byl nominován honduraskou prezidentkou Xiomarou Castrovou na funkci prvního velvyslance v Číně poté, co honduraská vláda v březnu 2023 uznala Čínskou lidovou republiku. Velvyslanectví v Pekingu bylo otevřeno v červnu 2023.

## Mládí a vzdělání
Moncada se narodil v Tegucigalpě v Hondurasu Salvadoru Moncadovi a Jenny Seidnerové 3. prosince 1944. V roce 1948 se přestěhoval do Salvadoru. V letech 1957 až 1961 navštěvoval střední školu Instituto Nacional v San Salvadoru v Salvadoru. V roce 1962 šel studovat medicínu na Salvadorskou univerzitu, kde v roce 1970 získal titul doktor medicíny. V roce 1971 odjel do Londýna pracovat na výzkumném doktorátu u Johna Vanea na katedře farmakologie Institutu základních lékařských věd na Royal College of Surgeons. V roce 1974 získal doktorát z farmakologie na Londýnské univerzitě. Po krátkém období výzkumu na Národní autonomní univerzitě v Hondurasu v letech 1974 až 1975 přešel do Wellcome Research Laboratories v Beckenhamu v Kentu, kde se v roce 1986 stal ředitelem výzkumu. Během tohoto období v roce 1983 také získal vyšší titul DSc z Londýnské univerzity. V roce 1996 přestoupil na tuto univerzitu, kde byl do roku 2011 ředitelem Wolfsonova institutu UCL (dříve známý jako The Cruciform Project for Strategic Medical Research) a do roku 2013 profesorem experimentální biologie a terapie.

## Výzkum
Jeho vědecká kariéra začala na Royal College of Surgeons, kde spolupracoval na objevu, že léky podobné aspirinu inhibují biosyntézu prostaglandinů. Toto zjištění objasnilo mechanismus, kterým tato léčiva působí jako analgetika, antipyretika a protizánětlivá činidla, a také vysvětlila mechanismus, kterým způsobují poškození žaludku. V roce 1975 ve Wellcome Research Laboratories vedl tým, který objevil enzym tromboxansyntázu a vazodilatátor prostacyklin. Tato práce přispěla k pochopení toho, jak nízké dávky aspirinu zabraňují kardiovaskulárním epizodám, jako je infarkt myokardu a mrtvice. Jako ředitel výzkumu ve Wellcome Research Laboratories předsedal objevu a vývoji lamotriginu (antiepileptická sloučenina), atovakvonu (antimalarikum) a zomigu (pro léčbu migrénových bolestí hlavy) a inicioval práci, která vyústila ve vývoj lapatinibu pro léčbu rakoviny prsu. Byl také zodpovědný za identifikaci oxidu dusnatého jako biologického mediátoru a objasnění metabolické dráhy vedoucí k jeho syntéze. Velká část raných prací o biologickém významu oxidu dusnatého v kardiovaskulárním systému pochází z jeho laboratoře, stejně jako některé základní informace o úloze oxidu dusnatého v periferním a centrálním nervovém systému a při rakovině. Jeho pozdější práce se zaměřila na oblasti mitochondriální biologie a buněčného metabolismu. V poslední době jeho práce vedla k nalezení molekulárního mechanismu, který koordinuje buněčnou proliferaci s poskytováním metabolických substrátů nezbytných pro tento proces.

### Publikace
Moncada je autorem více než 500 recenzovaných článků a vysoce citovaných recenzí, včetně:
- FERREIRA, S. H.; MONCADA, S.; VANE, J. R. Indomethacin and Aspirin abolish Prostaglandin Release from the Spleen. Nature New Biology. 1971, s. 237–9. doi:10.1038/newbio231237a0. PMID 5284362.
- NEEDLEMAN, P.; MONCADA, S.; BUNTING, S.; VANE, J. R.; HAMBERG, M.; SAMUELSSON, B. Identification of an enzyme in platelet microsomes which generates thromboxane A2 from prostaglandin endoperoxides. Nature. 1976, s. 558–60. doi:10.1038/261558a0. PMID 934294. S2CID 4177705. Bibcode 1976Natur.261..558N.
- MONCADA, S.; GRYGLEWSKI, R.; BUNTING, S.; VANE, J. R. An enzyme isolated from arteries transforms prostaglandin endoperoxides to an unstable substance that inhibits platelet aggregation. Nature. 1976, s. 663–5. doi:10.1038/263663a0. PMID 802670. S2CID 4279030. Bibcode 1976Natur.263..663M.
- MONCADA, S. Eighth Gaddum Memorial Lecture University of London Institute of Education December 1980: Biological Importance of Prostacyclin. British Journal of Pharmacology. 1982, s. 3–31. doi:10.1111/j.1476-5381.1982.tb09186.x. PMID 7044460.
- PALMER, R. M.; FERRIGE, A. G.; MONCADA, S. Nitric oxide release accounts for the biological activity of endothelium-derived relaxing factor. Nature. 1987, s. 524–6. doi:10.1038/327524a0. PMID 3495737. S2CID 4305207. Bibcode 1987Natur.327..524P.
- PALMER, R. M. J.; ASHTON, D. S.; MONCADA, S. Vascular endothelial cells synthesize nitric oxide from L-arginine. Nature. 1988, s. 664–6. doi:10.1038/333664a0. PMID 3131684. S2CID 4329084. Bibcode 1988Natur.333..664P.
- REES, D. D.; PALMER, R. M.; MONCADA, S. Role of endothelium-derived nitric oxide in the regulation of blood pressure. Proceedings of the National Academy of Sciences of the United States of America. 1989, s. 3375–8. doi:10.1073/pnas.86.9.3375. PMID 2497467. Bibcode 1989PNAS...86.3375R.
- MONCADA, S. Adventures in vascular biology: A tale of two mediators. Philosophical Transactions of the Royal Society B: Biological Sciences. 2006, s. 735–759. doi:10.1098/rstb.2005.1775. PMID 16627292.
- ALMEIDA, A.; BOLANOS, J. P.; MONCADA, S. E3 ubiquitin ligase APC/C-Cdh1 accounts for the Warburg effect by linking glycolysis to cell proliferation. Proceedings of the National Academy of Sciences. 2009, s. 738–41. doi:10.1073/pnas.0913668107. PMID 20080744.

### Další zájmy
Moncada se zajímá o lékařské vzdělání a o rozvoj vědy a techniky v Latinské Americe. Je konzultantem Panamerické zdravotnické organizace (PAHO, regionální kancelář WHO) a založil Honduras Global – mezinárodní síť expertů zapojených do podpory rozvoje Hondurasu.

## Ocenění a vyznamenání
Moncada je zvoleným členem řady mezinárodních vědeckých společností. Je zahraničním členem Národní akademie věd Spojených států amerických (1994); členem Royal College of Physicians v Londýně (1994) a čestným členem University College v Londýně (1999). V roce 1988 byl zvolen členem Královské společnosti (FRS).
Získal čestné tituly z více než dvaceti univerzit, včetně čestného titulu doktora věd na Mount Sinai School of Medicine v New Yorku (1995); titulu doktora „Honoris Causa“ na univerzitě Pierra a Marie Curieových v Paříži ve Francii (1997) a čestného titulu doktora věd na Edinburské univerzitě ve Skotsku (2000).
Mezi jeho ceny a významné přednášky patří VIII. Gaddumova pamětní přednáška v Britské farmakologické společnosti (1980); Cena knížete asturského (1990); pamětní přednáška Ulfa von Eulera na Institutu Karolinska ve Stockholmu ve Švédsku (1991); přednáška Paula Dudleyho Whitea v Americké kardiologické asociaci v Anaheimu v Kalifornii v USA (1991); Královská medaile Královské společnosti ve Spojeném království (1994); pamětní přednáška Gregoryho Pincuse ve Worcesterské nadaci pro biomedicínský výzkum v Massachusetts v USA (1996); Cena Louise a Artura Luciana (společně s prof. R. Furchgottem) od McGillovy univerzity v Montréalu v Kanadě (1997); přednáška Bayliss-Starling Prize pro fyziologickou společnost ve Spojeném království (2000); Zlatá medaile Královské lékařské společnosti ve Spojeném království (2000); Le Grand Prix Annuel Lefoulon-Delalande z Institutu de France v Paříži (2002); Croonianova přednáška v Královské společnosti v Londýně ve Spojeném království (2005); Debrecínská cena za molekulární medicínu od Debrecínské univerzity v Maďarsku (2011) a přednáška na lékařské fakultě Univerzity Johnse Hopkinse v Baltimoru (2010).
V roce 2010 byl povýšen do šlechtického stavu za služby vědě královnou Alžbětou II. V roce 2013 mu byla udělena Zlatá medaile Ernsta Junga za medicínu (Cena Ernsta Junga).

## Osobní život
Byl ženatý s Dorys Lemusovou, učitelkou biochemie na lékařské fakultě v Salvadoru. Z manželství vzešly dvě děti, Claudia Regina (* 1966), obecná praktička, která žije v Londýně, a Salvador Ernesto (1972–1982). Dne 5. dubna 1998 se v Londýně oženil s princeznou Marií-Esméraldou Belgickou. Mají dvě děti, Alexandru Leopoldine (* 4. srpna 1998, Londýn) a Leopolda Daniela (* 21. května 2001, Londýn) a dvě vnoučata.